# Michael Laurelius
Michael Laurelius var boktryckare i Stockholm. Inköpte år 1700 "Sahl. Johan Georg Eberdtz tryckeri" och drev det till sin död 1719. Tryckeriet drevs sedan vidare en kort tid av änkan för att sedan säljas till A. Björkman.